# 転訛
| ウィキペディアには「転訛」という見出しの百科事典記事はありません（タイトルに「転訛」を含むページの一覧/「転訛」で始まるページの一覧）。 代わりにウィクショナリーのページ「転訛」が役に立つかもしれません。 |